# Dolmen de Serre Plumat
Le dolmen de Serre Plumat, appelé aussi dolmen de la Négladière, est un dolmen situé à La Couvertoirade, dans le département de l'Aveyron en France.

## Description
Le dolmen est ruiné. L'orthostate ouest mesure 2,70 m de long sur 1,30 m de haut et 0,20 m d'épaisseur et celui de l'est 3 m de long sur 2 m de haut et 0,30 m d'épaisseur. La dalle de chevet mesure 1,60 m de long sur 1,30 m de haut et 0,18 m d'épaisseur. Le muret en pierres sèches qui obstrue partiellement l'entrée correspond à un ajout moderne. Le tumulus semble de forme circulaire (environ 11 m de diamètre).
Aucun mobilier archéologique associé n'est connu.